# Chloeres dyakaria
Chloeres dyakaria är en fjärilsart som beskrevs av Walker 1861. Chloeres dyakaria ingår i släktet Chloeres och familjen mätare. Inga underarter finns listade i Catalogue of Life.